# Trond Trondsen
Trond Håkon Trondsen, nascido a 8 de abril de 1994, é um ciclista profissional norueguês membro do conjunto Team Coop.

## Palmarés
2016
- Ringerike G. P.[1]

2018
- Scandinavian Race

2019
- 1 etapa do Volta à Normandia
- Sundvolden G. P.
- 1 etapa do Tour de Eure e Loir